# Gilles Jacquier
Gilles Jacquier (Évian-les-Bains, 25 oktober 1968 – Homs, 11 januari 2012),
was een Franse nieuwscameraman die voor France Télévisions werkte. Hij was de eerste westerse journalist die tijdens de Syrische opstand omkwam.
Jacquier groeide op in Bernex. Hij beoefende het skiën en volgde in Chamonix een sportopleiding.
Daarna studeerde hij filmwetenschap. Toen hij op 20-jarige leeftijd stopte met skiën, besloot hij zich op de journalistiek te richten.

## Carrière
In 1989 begon Jacquier als videojournalist bij de plaatselijke zender TV8 Mont-Blanc. In 1991 ging hij voor France Télévisions werken; aanvankelijk op de regionale redactie in Rijsel en vanaf 1994 bij de landelijke redactie van France 3. Tussen 1999 en 2006 werkte hij als verslaggever voor France 2, waarbij hij met name de conflicten in Irak, Afghanistan en Kosovo versloeg. Hij versloeg ook het Israëlisch-Palestijns conflict en raakte in 2002 gewond tijdens een reportage bij Nablus. Hij werkte vervolgens voor het televisiemagazine Envoyé spécial.
Jacquier kwam op 43-jarige leeftijd om het leven bij een aanval met granaten in de Syrische stad Homs, terwijl hij zich in gezelschap van elf Syriërs bevond in het kader van een reportage voor Envoyé spécial. De groep werd in de stad Homs rondgeleid. Naast Jacquier kwamen acht Syriërs om het leven. De Nederlandse fotograaf Steven Wassenaar raakte lichtgewond.
Hoewel Westerse media aanvankelijk de Syrische overheid verantwoordelijk hielden voor de dood van Jacquier, bleek uit onderzoeken van de Arabische Liga en van het Franse Ministerie van Defensie dat Jacquier gedood werd door een granaataanval uitgevoerd door anti-Assad-rebellen.
Jacquier leefde samen met Caroline Poiron, een persfotografe met wie hij een meisjestweeling had. Poiron was bij Jacquier in Homs op het moment dat hij om het leven kwam.

## Prijzen en onderscheidingen
Jacquier werd in 2002 met drie andere journalisten van France 2 onderscheiden met de Prix Bayeux-Calvados des correspondants de guerre in de categorie Televisie. In 2003 ontving hij de prix Albert-Londres. voor zijn documentaire Naplouse (met Bertrand Coq), uitgezonden op France 2.
In 2009 kreeg hij de Jean-Louis Calderonprijs, categorie Video, voor zijn reportage Afghanistan: école, le tableau noir.
- Bibliothèque nationale de France: cb16505682w (data)
- Gemeinsame Normdatei: 1041708149
- International Standard Name Identifier: 0000 0001 1921 7048
- Library of Congress Control Number: n2014070507
- Système universitaire de documentation: 150729480
- Virtual International Authority File: 170418102
- WorldCat: E39PBJcwCT8mMCtG6PTcbbXfMP